# Vrouwenbos (Hobbelrade)
Het Vrouwenbos, ook wel geschreven als Vrouwenbosch, is een bos en natuurgebied in de gemeente Beek in de Nederlandse provincie Limburg. Het bos ligt ten noordwesten van buurtschap Hobbelrade, ten westen van Spaubeek, ten zuiden van Neerbeek en ten oosten van de plaats Beek. Door het bosgebied loopt de Bosscherstraat.
Het huidige bos is een hellingbos dat wordt beheerd door Natuurmonumenten en wordt omgeven door akkers en weilanden.

## Geschiedenis
In 1577 en 1608 werd het bos Heerenbosch genoemd.
In 1772 vermeldt een bron dat het bos ook Prinsenbos genoemd werd, verwijzend naar de prinsen van Sint-Jansgeleen.
In 1775 werd het Vrouwenbos met deze naam reeds in een akte genoemd. Zeer waarschijnlijk is de naam afgeleid van de vroegere eigenares van het bos, de Vrouwe van Heer-Jansgeleen. In 1775 werd het bos in de literatuur ook Lievevrouwenbos genoemd, wat volgens historie een etymologische falsificatie zou zijn met de naamsverwisseling van Vrouw met Maria.
Rond 1900 woedde in het bos een grote brand, waardoor het grootste gedeelte van het bos verloren is gegaan en er nog maar een klein deel van het oorspronkelijke grote bos over is. Grote delen zijn na de brand gerooid en als weiland in gebruik genomen.
In 1915 werd er direct naast het Vrouwenbos een terrein aangekocht van tien hectare waarop men een steenfabriek met de naam "Onze Industrie" bouwde. Deze fabriek moest de bruikbare leem ontginnen voor de productie van brikken en pannen. Ergens rond de periode 1979-1989 is de steenfabriek gesloten.